# Thrasylle de Phlionte
Pour les articles homonymes, voir Thrasylle.
Thrasylle de Phlionte est un musicien grec, peut-être du IVe siècle av. J.-C.

## Biographie
Originaire de Phlionte, il est mentionné par Plutarque dans son livre De la musique, d'après Aristoxène. Thrasylle de Phlionte y est cité comme un exemple de musicien qui s'abstient d'utiliser la musique chromatique considérée comme nouvelle, : 
« Le même raisonnement s'applique à Tyrtée de Mantinée, à André de Corinthe, à Thrasylle de Phlionte et à beaucoup d'autres, qui tous, nous le savons, se sont abstenus, par système, du chromatique, des modulations, de l'abondance des notes et de bien d'autres procédés  d'usage courant, rythmes, harmonies, mots, mélopées, interprétation. »
Thrasylle de Phlionte n'est pas autrement connu. D'après cette phrase, sa musique semble appartenir au genre enharmonique.  

## Différents Thrasylle
En 1856, l'helléniste français Thomas-Henri Martin propose la distinction entre trois Thrasylle :  
- Thrasylle de Phlionte, musicien ;
- Thrasylle, philosophe platonicien et pythagoricien de l'époque des empereurs romains Auguste et Tibère ;
- Thrasylle de Mendès, historien[5].